# Andrušivský rajón
Andrušivský rajón (ukrajinsky Андрушівський район) byl rajón v Žytomyrské oblasti na severu Ukrajiny. Administrativním centrem byla Andrušivka. Žilo zde přibližně 33 tisíc obyvatel.
Po administrativně-teritoriální reformě v roce 2022, byl rajón začleněn do nového Berdyčivského rajónu.